# Napster
Napster – darmowa aplikacja typu peer-to-peer (P2P) umożliwiająca użytkownikom udostępnianie i pobieranie plików muzycznych w formacie MP3. 
Została stworzona przez Shawna Fanninga i Seana Parkera i uruchomiona 1 czerwca 1999 roku. Napster szybko zyskał popularność, szczególnie wśród studentów, oferując dostęp do ogromnej bazy utworów muzycznych.

## Historia
Napster działał na zasadzie centralnego serwera indeksującego pliki udostępniane przez użytkowników, co umożliwiało łatwe wyszukiwanie i pobieranie muzyki.
W szczytowym okresie popularności, w lutym 2001 roku, serwis miał 26,4 miliona użytkowników na całym świecie.

## Spory prawne
W kwietniu 2000 roku zespół Metallica złożył pozew przeciwko Napsterowi, oskarżając serwis o umożliwienie nieautoryzowanego rozpowszechniania ich utworu "I Disappear" przed oficjalną premierą. Metallica dostarczyła listę ponad 300 000 użytkowników, którzy rzekomo udostępniali ich muzykę, domagając się ich zablokowania. W lipcu 2001 roku Napster zawarł ugodę z Metallicą i Dr. Dre, zobowiązując się do blokowania udostępniania muzyki artystów, którzy tego nie życzyli.
W tym samym czasie Napster został pozwany przez A&M Records oraz inne wytwórnie fonograficzne, reprezentowane przez RIAA, za naruszenie praw autorskich. W wyniku tych procesów sądowych, w lipcu 2001 roku, Napster został zmuszony do zaprzestania działalności, a w czerwcu 2002 roku ogłosił upadłość.

## Przekształcenia i obecny status
Po upadłości, aktywa Napstera zostały przejęte przez firmę Roxio, która przekształciła go w legalny serwis muzyczny pod nazwą Napster 2.0. W 2011 roku serwis został zakupiony przez Best Buy i połączony z usługą Rhapsody. W 2016 roku przywrócono markę Napster, a w 2022 roku serwis został przejęty przez firmy Hivemind i Algorand, planujące rozwój platformy w kierunku technologii Web3. W marcu 2025 roku Napster został sprzedany firmie Infinite Reality za 207 milionów dolarów, z planami stworzenia wirtualnych przestrzeni koncertowych.